# Al-Nizamiyya de Baghdad
Al-Nizamiyya de Bagdad ( en arabe : المدرسة النظامية   ), créé en 1065, est l’un des premiers nezamiyehs.  En juillet 1091, Nizam al-Mulk a nommé Al-Ghazali, âgé de 33 ans, comme professeur de l'école. Offrant un enseignement gratuit,elle a été présentée comme la plus grande université du monde médiéval. Ibn Tumart, fondateur de la dynastie berbère des Almohades, aurait fréquenté l'école et étudié auprès du poète persan al-Ghazali.  Le gendre de Nizam al-Mulk, Mughatil ibn Bakri, fut également employé par l'école. En 1096, lorsque al-Ghazali a quitté le nezamiyeh, celui-ci accueillait 3 000 étudiants. En 1116, le philosophe persan Muhammad al-Shahrastani a enseigné au nezamiyeh.  
Le poète persan Sa'di a étudié au nezamiyeh de 1195 à 1226, date à laquelle il a commencé un voyage qui a duré trente ans. Saadi fut également l'un des témoins de sa destruction, lors du siège de Bagdad en 1258, par les envahisseurs mongols de l'Ilkhanat, menés par Hulagu.  
Sa'di raconta ses jours d'études à Al-Nizamiyya de Bagdad  "Un camarade de classe à Nizamiah a fait preuve de malveillance à mon égard, et j'en ai informé mon tuteur, en disant : "Chaque fois que je donne des réponses plus appropriées que lui, l'envieux se vexe". Le professeur a répondu : "L'envie de ton ami ne t'est pas agréable, mais je ne sais pas qui t'a dit que la médisance était louable. S'il cherche la perdition par le chemin de l'envie, tu le rejoindras par le chemin de la calomnie.""
Le programme était initialement axé sur les études religieuses, la loi islamique, la littérature arabe et l'arithmétique. Puis, il s'étendit à l'histoire, aux mathématiques, aux sciences physiques et à la musique.  